# Raedieahkka
Rádienáhkká, eller Raedieahkka var en gudinna i samisk religion. Hon var gift med Raedie, och hade en dotter, Rana Niejta, och en son, Raediengiedte.
Hon och hennes make, Rádienáhttje och Rádienáhkká, är gudaparet som skapade världen och människornas själar.